# Герилац (новине)
Герилац је лист Штаба герилских одреда за срез Босанско Грахово и околину. 
Почео је излазити почетком августа 1941. у титажу од 500 примерака, а касније и до 2.000 примерака. Уређивао га је новинар и публициста Никола Павлић. Лист је доносио вести о стању на фронтовима и развоју Народноослободилачке борбе у Југославији пропагирао политичку платформу Народноослободилачког покрета. 
Од октобра 1941. мења назив у Партизан, а нешто касније у Крајишки партизан односно Крајишке партизанске новине.